# Mý lepší blues
Mý lepší blues (v anglickém originále Mo' Better Blues) je americký dramatický film z roku 1990. Režisérem filmu je Spike Lee. Hlavní role ve filmu ztvárnili Denzel Washington, Spike Lee, Wesley Snipes, Joie Lee a Cynda Williams.

## Obsazení
| Denzel Washington  | Bleek Gilliam      |
| Spike Lee          | Giant              |
| Wesley Snipes      | Shadow Henderson   |
| Joie Lee           | Indigo Downes      |
| Cynda Williams     | Clarke Bentancourt |
| Giancarlo Esposito | Lacey              |
| Bill Nunn          | Bottom Hammer      |
| Jeff Watts         | Rhythm Jones       |
| John Turturro      | Moe Flatbush       |
| Samuel L. Jackson  | Madlock            |